# 野上緑ヶ丘中継局
野上緑ヶ丘中継局（のかみみどりがおかちゅうけいきょく）は、和歌山県海草郡紀美野町の旧野上町域にあるアナログテレビ中継局である。

## 概要
- 当中継局は、海草郡紀美野町小畑のみどりヶ丘団地南方に置かれ、小畑地区へ電波を発射している。
- なお、本項では送信（物理）チャンネルが同じで｢ギャップフィラー｣方式による受信障害対策中継放送中継局についても併せて記述する。

## 中継局概要

### デジタル放送

#### 野上緑ヶ丘中継局
| リモコン キーID | 放送局名           | 物理 チャンネル | 空中線電力 | ERP    | 放送対象 地域 | 放送区域 内世帯数 | 偏波面         |          |
| --------------- | ------------------ | --------------- | ---------- | ------ | ------------- | ----------------- | -------------- | -------- |
| 1               | NHK 和歌山総合     | 23ch            | 3mW        | 12.5mW | 和歌山県      | 約-世帯           | 2010年 3月31日 | 水平偏波 |
| 2               | NHK 大阪教育       | 13ch            | 3mW        | 12.5mW | 全国          | 約-世帯           | 2010年 3月31日 | 水平偏波 |
| 4               | MBS 毎日放送       | 16ch            | 3mW        | 12.5mW | 近畿広域圏    | 約-世帯           | 2010年 3月31日 | 水平偏波 |
| 5               | WTV テレビ和歌山   | 20ch            | 3mW        | 12.5mW | 和歌山県      | 約-世帯           | 2010年 3月31日 | 水平偏波 |
| 6               | ABC 朝日放送テレビ | 15ch            | 3mW        | 12.5mW | 近畿広域圏    | 約-世帯           | 2010年 3月31日 | 水平偏波 |
| 8               | KTV 関西テレビ放送 | 17ch            | 3mW        | 12.5mW | 近畿広域圏    | 約-世帯           | 2010年 3月31日 | 水平偏波 |
| 10              | ytv 讀賣テレビ放送 | 14ch            | 3mW        | 12.5mW | 近畿広域圏    | 約-世帯           | 2010年 3月31日 | 水平偏波 |

- NHKで2010年2月4日に、民放で2月15日にそれぞれ本免許交付。

### アナログ放送
| チャンネル | 放送局名           | 空中線電力          | ERP                 | 放送対象 地域 | 放送区域 内世帯数 |
| 49ch       | NHK 和歌山総合     | 映像30mW /音声7.5mW | 映像100mW /音声25mW | 和歌山県      | 約-世帯           |
| 51ch       | NHK 大阪教育       | 映像30mW /音声7.5mW | 映像100mW /音声25mW | 全国          | 約-世帯           |
| 53ch       | WTV テレビ和歌山   | 映像30mW /音声7.5mW | 映像100mW /音声25mW | 和歌山県      | 約-世帯           |
| 55ch       | MBS 毎日放送       | 映像30mW /音声7.5mW | 映像100mW /音声25mW | 近畿広域圏    | 約-世帯           |
| 57ch       | ABC 朝日放送       | 映像30mW /音声7.5mW | 映像100mW /音声25mW | 近畿広域圏    | 約-世帯           |
| 59ch       | KTV 関西テレビ放送 | 映像30mW /音声7.5mW | 映像100mW /音声25mW | 近畿広域圏    | 約-世帯           |
| 61ch       | ytv 讀賣テレビ放送 | 映像30mW /音声7.5mW | 映像100mW /音声25mW | 近畿広域圏    | 約-世帯           |

- 当中継局における空中線電力は、日本国内のテレビ送信施設では最小となっている。又、ERPの出力も恐らく最小の出力となっている。

#### 受信障害対策中継放送局
免許人：紀美野町
| リモコン キーID | 放送局名           | 物理 チャンネル | 空中線電力 | ERP | 放送対象 地域 | 放送区域 内世帯数 |
| --------------- | ------------------ | --------------- | --- | --- | ------------- | ----------------- |
| 1               | NHK 和歌山総合     | 23ch            | 19mW・19mW・19mW・10mW・10mW ・10mW・10mW・5mW・10mW・10mW ・10mW・1mW・10mW・5mW・10mW ・7mW・10mW・2mW・2mW・5mW ・19mW・1mW・10mW・10mW・10mW ・10mW・5mW・5mW・10mW・7mW ・10mW・10mW・5mW・5mW・10mW ・10mW・10mW・10mW・5mW・19mW ・10mW・1mW・10mW・2mW・10mW ・5mW・10mW・10mW・5mW・10mW ・3mW・10mW・10mW・10mW・5mW ・10mW・5mW・10mW・10mW・5mW | 51mW・95mW・95mW・22mW・17mW ・19mW・32mW・32mW・13mW・32mW ・14mW・5mW・63mW・11mW・14mW ・22mW・28mW・6mW・10mW・10mW ・22mW・1mW・15mW・50mW・36mW ・32mW・17mW・15mW・20mW・23mW ・50mW・22mW・5mW・7mW・79mW ・28mW・50mW・28mW・18mW・40mW ・50mW・1mW・21mW・10mW・30mW ・25mW・14mW・16mW・11mW・14mW ・9mW・14mW・22mW・79mW・7mW ・28mW・7mW・29mW・50mW・18mW | 和歌山県      | 60局で約3,300世帯 |
| 2               | NHK 大阪教育       | 13ch            | 19mW・19mW・19mW・10mW・10mW ・10mW・10mW・5mW・10mW・10mW ・10mW・1mW・10mW・5mW・10mW ・7mW・10mW・2mW・2mW・5mW ・19mW・1mW・10mW・10mW・10mW ・10mW・5mW・5mW・10mW・7mW ・10mW・10mW・5mW・5mW・10mW ・10mW・10mW・10mW・5mW・19mW ・10mW・1mW・10mW・2mW・10mW ・5mW・10mW・10mW・5mW・10mW ・3mW・10mW・10mW・10mW・5mW ・10mW・5mW・10mW・10mW・5mW | 51mW・95mW・95mW・22mW・17mW ・19mW・32mW・32mW・13mW・32mW ・14mW・5mW・63mW・11mW・14mW ・22mW・28mW・6mW・10mW・10mW ・22mW・1mW・15mW・50mW・36mW ・32mW・17mW・15mW・20mW・23mW ・50mW・22mW・5mW・7mW・79mW ・28mW・50mW・28mW・18mW・40mW ・50mW・1mW・21mW・10mW・30mW ・25mW・14mW・16mW・11mW・14mW ・9mW・14mW・22mW・79mW・7mW ・28mW・7mW・29mW・50mW・18mW | 全国          | 60局で約3,300世帯 |
| 4               | MBS 毎日放送       | 16ch            | 19mW・19mW・19mW・10mW・10mW ・10mW・10mW・5mW・10mW・10mW ・10mW・1mW・10mW・5mW・10mW ・7mW・10mW・2mW・2mW・5mW ・19mW・1mW・10mW・10mW・10mW ・10mW・5mW・5mW・10mW・7mW ・10mW・10mW・5mW・5mW・10mW ・10mW・10mW・10mW・5mW・19mW ・10mW・1mW・10mW・2mW・10mW ・5mW・10mW・10mW・5mW・10mW ・3mW・10mW・10mW・10mW・5mW ・10mW・5mW・10mW・10mW・5mW | 51mW・95mW・95mW・22mW・17mW ・19mW・32mW・32mW・13mW・32mW ・14mW・5mW・63mW・11mW・14mW ・22mW・28mW・6mW・10mW・10mW ・22mW・1mW・15mW・50mW・36mW ・32mW・17mW・15mW・20mW・23mW ・50mW・22mW・5mW・7mW・79mW ・28mW・50mW・28mW・18mW・40mW ・50mW・1mW・21mW・10mW・30mW ・25mW・14mW・16mW・11mW・14mW ・9mW・14mW・22mW・79mW・7mW ・28mW・7mW・29mW・50mW・18mW | 近畿広域圏    | 60局で約3,300世帯 |
| 5               | WTV テレビ和歌山   | 20ch            | 19mW・19mW・19mW・10mW・10mW ・10mW・10mW・5mW・10mW・10mW ・10mW・1mW・10mW・5mW・10mW ・7mW・10mW・2mW・2mW・5mW ・19mW・1mW・10mW・10mW・10mW ・10mW・5mW・5mW・10mW・7mW ・10mW・10mW・5mW・5mW・10mW ・10mW・10mW・10mW・5mW・19mW ・10mW・1mW・10mW・2mW・10mW ・5mW・10mW・10mW・5mW・10mW ・3mW・10mW・10mW・10mW・5mW ・10mW・5mW・10mW・10mW・5mW | 51mW・95mW・95mW・22mW・17mW ・19mW・32mW・32mW・13mW・32mW ・14mW・5mW・63mW・11mW・14mW ・22mW・28mW・6mW・10mW・10mW ・22mW・1mW・15mW・50mW・36mW ・32mW・17mW・15mW・20mW・23mW ・50mW・22mW・5mW・7mW・79mW ・28mW・50mW・28mW・18mW・40mW ・50mW・1mW・21mW・10mW・30mW ・25mW・14mW・16mW・11mW・14mW ・9mW・14mW・22mW・79mW・7mW ・28mW・7mW・29mW・50mW・18mW | 和歌山県      | 60局で約3,300世帯 |
| 6               | ABC 朝日放送       | 15ch            | 19mW・19mW・19mW・10mW・10mW ・10mW・10mW・5mW・10mW・10mW ・10mW・1mW・10mW・5mW・10mW ・7mW・10mW・2mW・2mW・5mW ・19mW・1mW・10mW・10mW・10mW ・10mW・5mW・5mW・10mW・7mW ・10mW・10mW・5mW・5mW・10mW ・10mW・10mW・10mW・5mW・19mW ・10mW・1mW・10mW・2mW・10mW ・5mW・10mW・10mW・5mW・10mW ・3mW・10mW・10mW・10mW・5mW ・10mW・5mW・10mW・10mW・5mW | 51mW・95mW・95mW・22mW・17mW ・19mW・32mW・32mW・13mW・32mW ・14mW・5mW・63mW・11mW・14mW ・22mW・28mW・6mW・10mW・10mW ・22mW・1mW・15mW・50mW・36mW ・32mW・17mW・15mW・20mW・23mW ・50mW・22mW・5mW・7mW・79mW ・28mW・50mW・28mW・18mW・40mW ・50mW・1mW・21mW・10mW・30mW ・25mW・14mW・16mW・11mW・14mW ・9mW・14mW・22mW・79mW・7mW ・28mW・7mW・29mW・50mW・18mW | 近畿広域圏    | 60局で約3,300世帯 |
| 8               | KTV 関西テレビ放送 | 17ch            | 19mW・19mW・19mW・10mW・10mW ・10mW・10mW・5mW・10mW・10mW ・10mW・1mW・10mW・5mW・10mW ・7mW・10mW・2mW・2mW・5mW ・19mW・1mW・10mW・10mW・10mW ・10mW・5mW・5mW・10mW・7mW ・10mW・10mW・5mW・5mW・10mW ・10mW・10mW・10mW・5mW・19mW ・10mW・1mW・10mW・2mW・10mW ・5mW・10mW・10mW・5mW・10mW ・3mW・10mW・10mW・10mW・5mW ・10mW・5mW・10mW・10mW・5mW | 51mW・95mW・95mW・22mW・17mW ・19mW・32mW・32mW・13mW・32mW ・14mW・5mW・63mW・11mW・14mW ・22mW・28mW・6mW・10mW・10mW ・22mW・1mW・15mW・50mW・36mW ・32mW・17mW・15mW・20mW・23mW ・50mW・22mW・5mW・7mW・79mW ・28mW・50mW・28mW・18mW・40mW ・50mW・1mW・21mW・10mW・30mW ・25mW・14mW・16mW・11mW・14mW ・9mW・14mW・22mW・79mW・7mW ・28mW・7mW・29mW・50mW・18mW | 近畿広域圏    | 60局で約3,300世帯 |
| 10              | ytv 讀賣テレビ放送 | 14ch            | 19mW・19mW・19mW・10mW・10mW ・10mW・10mW・5mW・10mW・10mW ・10mW・1mW・10mW・5mW・10mW ・7mW・10mW・2mW・2mW・5mW ・19mW・1mW・10mW・10mW・10mW ・10mW・5mW・5mW・10mW・7mW ・10mW・10mW・5mW・5mW・10mW ・10mW・10mW・10mW・5mW・19mW ・10mW・1mW・10mW・2mW・10mW ・5mW・10mW・10mW・5mW・10mW ・3mW・10mW・10mW・10mW・5mW ・10mW・5mW・10mW・10mW・5mW | 51mW・95mW・95mW・22mW・17mW ・19mW・32mW・32mW・13mW・32mW ・14mW・5mW・63mW・11mW・14mW ・22mW・28mW・6mW・10mW・10mW ・22mW・1mW・15mW・50mW・36mW ・32mW・17mW・15mW・20mW・23mW ・50mW・22mW・5mW・7mW・79mW ・28mW・50mW・28mW・18mW・40mW ・50mW・1mW・21mW・10mW・30mW ・25mW・14mW・16mW・11mW・14mW ・9mW・14mW・22mW・79mW・7mW ・28mW・7mW・29mW・50mW・18mW | 近畿広域圏    | 60局で約3,300世帯 |

- 野上緑ヶ丘デジタル中継局開局日と同じ日に無線免許交付。
- 和歌山県紀美野町の地デジ移行対策の放送局(ギャップフィラー)に免許～町をあげて地デジの難視聴対策の整備を推進～ - 総務省近畿総合通信局(2010年3月31日プレスリリース)